# Jonas Deichmann

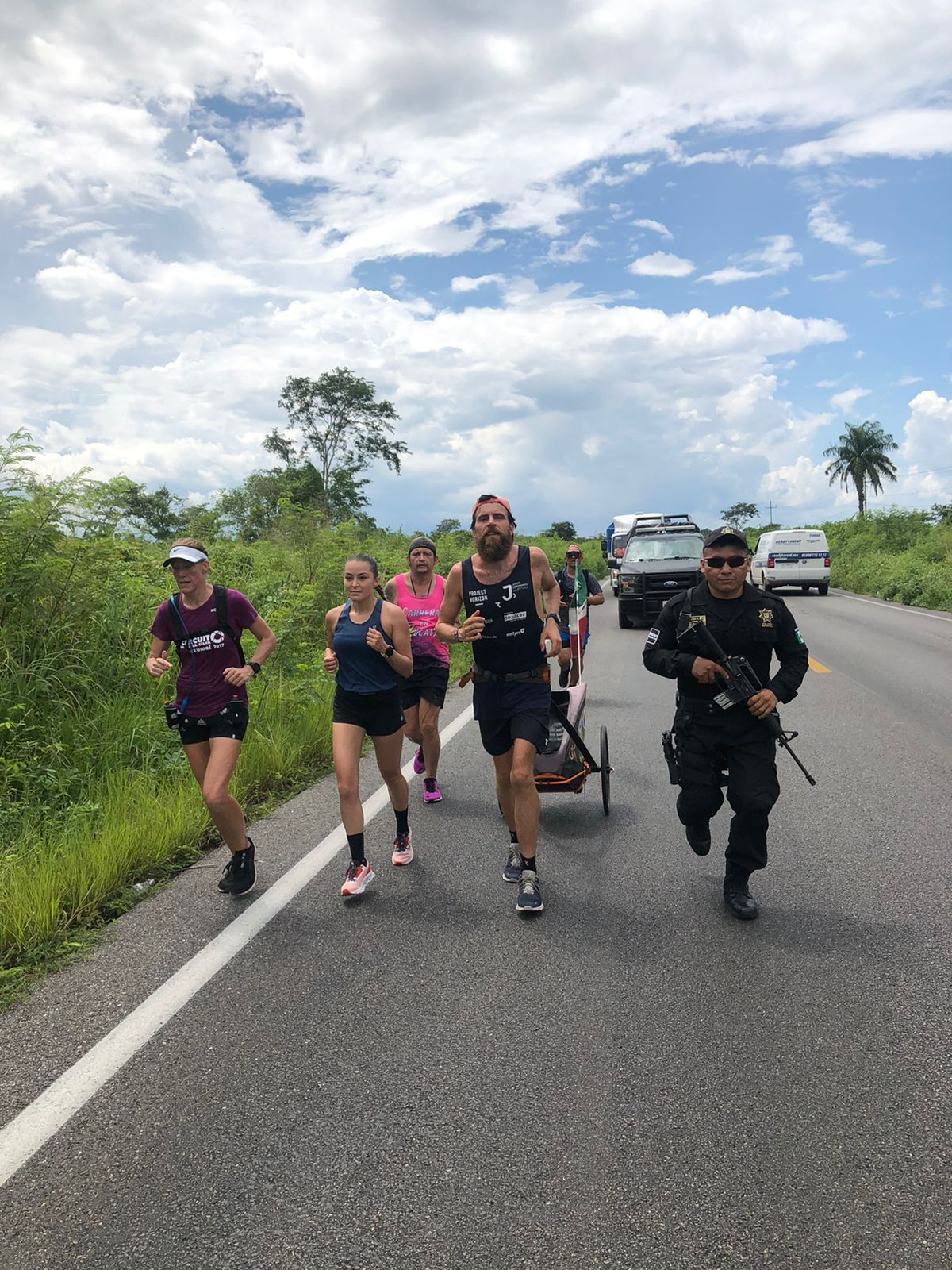
Jonas Deichmann ở Mexico (2021)

Jonas Deichmann (sinh ngày 15 tháng 4 năm 1987 tại Stuttgart) là một nhà văn, diễn giả truyền cảm hứng và nhà thám hiểm người Đức. Anh nắm giữ nhiều kỷ lục thế giới xoay quanh hoạt động đạp xe, cuộc thi triathlon và sức bền. Jonas được biết đến trên toàn thế giới với biệt danh "Forrest Gump của Đức".

## Trình Độ Học Vấn
Jonas từng theo học chuyên ngành Kinh Doanh Quốc Tế tại các trường đại học ở Thụy Điển, Brazil, Singapore, Đan Mạch và Ấn Độ. Anh lấy bằng Cử Nhân Quản Trị Kinh Doanh và Kinh Tế tại Trường Kinh Doanh Quốc Tế Jönköping vào năm 2012. Sau đó, Jonas tiếp tục nhận bằng Thạc sĩ từ Trường Kinh Doanh Copenhagen vào năm 2014.

## Thành Tích Thám Hiểm
Jonas đã thực hiện thành công nhiều cuộc thám hiểm đa dạng, trong đó có những chuyến đi đã xô đổ cũng như xác lập loạt kỷ lục thế giới.
- Năm 2017, anh đã đạp xe hơn 14 nghìn cây số từ Cabo da Roca ở Bồ Đào Nha đến Vladivostok ở Nga để rồi thiết lập 2 kỷ lục Guinness Thế Giới trong hành trình này.[5][6]
- Năm 2018, anh tiếp tục đạp xe từ Alaska (Vịnh Prudhoe) đến Argentina (Ushuaia) với khoảng thời gian hoàn thành kỷ lục là 97 ngày.[7]
- Năm 2019, Jonas hoàn thành chuyến hành trình dài 18.000 km từ điểm cực bắc của châu Âu đến điểm cực nam của châu Phi. Tổng cộng anh đã dành ra 72 ngày, 7 giờ và 27 phút cho toàn bộ hành trình này. Đây là kỷ lục thế giới mới, nhanh hơn 30 ngày so với kỷ lục của người tiền nhiệm.[8]
- Năm 2020, Jonas đã hoàn thành cuộc thi ba môn phối hợp triathlon vòng quanh nước Đức, với quãng đường dài gấp 16 lần Ironman.[9]
- Năm 2021, Jonas chinh phục cuộc thi triathlon dài nhất thế giới, tương đương với khoảng cách của 120 cuộc triathlon cộng lại với 450 km bơi, 20.000 km đạp xe và 5.000 km chạy. Ở cuộc thi triathlon này, anh được quốc tế biết đến với biệt danh "Forrest Gump của Đức".[10]
- Năm 2023, Jonas đã đạp xe 11 nghìn km từ Thành Phố New York đến Los Angeles và sau đó chạy cùng quãng đường này để quay trở lại New York rồi về đích cùng với Giải Marathon New York.[11][12]